# Brandon Thomas
Brandon Omar Thomas (Bitburg, 17 de agosto de 1984) é um basquetebolista profissional alemão que atualmente joga pelo Movistar Estudiantes. O atleta que possui 2,00m de altura, atua como ala e tem carreira profissional desde 2007.